# Fantômas (miniserie televisiva)
Fantômas è una miniserie televisiva franco-tedesca in 4 puntate trasmesse per la prima volta nel 1980. È ispirata al personaggio di Fantômas.

## Personaggi e interpreti
- Fantômas (4 episodi, 1980), interpretato da Helmut Berger.
- L'ispettore Juve (4 episodi, 1980), interpretato da Jacques Dufilho.
- Fandor (4 episodi, 1980), interpretato da Pierre Malet.
- Lady Beltham (3 episodi, 1980), interpretato da Gayle Hunnicutt.
- Giudice Fuselier (3 episodi, 1980), interpretato da Pierre Douglas.
- La princesse Sonia Danidoff (2 episodi, 1980), interpretato da Kristina Van Eyck.
- Nibet (2 episodi, 1980), interpretato da Mario David.
- L'ispettore Michel (2 episodi, 1980), interpretato da Serge Bento.

## Produzione
La miniserie, ideata da Bernard Revon, fu prodotta da Antenne-2, Portman Film, Société Suisse de Radiodiffusion et Télévision e Zweites Deutsches Fernsehen  Le musiche furono composte da Georges Delerue.

### Registi
Tra i registi sono accreditati:
- Juan Luis Buñuel in 2 episodi (1980)
- Claude Chabrol in 2 episodi (1980)

### Sceneggiatori
Tra gli sceneggiatori sono accreditati:
- Marcel Allain in un episodio (1980)
- Bernard Revon in un episodio (1980)
- Pierre Souvestre in un episodio (1980)

## Distribuzione
La serie fu trasmessa in Francia dal 4 ottobre 1980 al 25 ottobre 1980 sulla rete televisiva Antenne 2. In Italia è stata trasmessa con il titolo Fantômas.